# Patrick Sawyerr
 (juillet 2018).
 (juillet 2018).
Patrick Sawyerr (né le 25 novembre 1947 à Granville, Normandie, France et mort le 18 juillet 2025 à Saint-Pierre-des-Corps, Indre-et-Loire) est un joueur international qui évoluait en tant qu’attaquant de 1962 à 1973 et un entraîneur français de hockey sur glace.
Il est considéré comme étant à l'origine de la croissance et du succès du hockey-sur-glace à Tours, en tant que joueur et entraîneur notable de l’ASG Tours, avec lequel il fut champion de France comme joueur en 1980.
Il fut 27 fois international avec l'Équipe de France de hockey sur glace entre 1966 et 1970.

## Biographie
Il est le fils du boxeur  professionnel Henri Soya (Henri Abraham Sawyerr) de Conakry, en Guinée. 

### Joueur de l'équipe de France
Passionné de hockey-sur-glace, Patrick Sawyerr débute à Paris avec l'US Métro. Il montre très vite de grosses dispositions pour ce sport, à l'époque en tant que défenseur. Dès 1962, il est le grand espoir du club en compagnie de Patrice Pourtanel, son alter ego en attaque. En 1964-1965, il dispute avec l'US Métro la poule finale du championnat de France de Deuxième Série en compagnie de Grenoble, Saint-Gervais et Croix-Lille. Les Parisiens se classeront quatrièmes. L'US Métro progresse vers la Première Série et Patrick Sawyerr devient déjà entraîneur à cette époque, dans le hockey mineur, alors qu'il n'a même pas 20 ans.
Le Comité National de Hockey sur Glace (CNHG) convoque Patrick Sawyerr en équipe de France. Il portera à 27 reprises le maillot bleu entre 1966 et 1970. En 1970-1971, l'US Métro perd en barrage 9-4 contre Villard-de-Lans le droit de disputer la poule finale pour le titre de Nationale A. En 1971-1972, le club déménage pour Viry-Châtillon et devient l'OHC Paris-Viry. Patrick Sawyerr porte alors les nouvelles couleurs jaunes et vertes de Viry avec lequel il deviendra vice-champion de France. En 1972-1973, il prend la direction de Poitiers où il est joueur et entraîneur de hockey mineur.

### Joueur et entraîneur emblématique de l'ASG Tours
Début 1973, les joueurs poitevins se voient privés de patinoire et, en février, Patrick Sawyerr, Jean-Paul Sandillon, Daniel Richard et cinq autres joueurs prennent la route de Tours où un tout nouveau club a été créé en 1972. Patrick Sawyerr devient la première « recrue » du président Albert Pasquier, car c'est avec lui comme entraîneur que l'ASG Tours va gravir tous les échelons, de la Nationale C à la Nationale A. Cette période verra en parallèle l'éclosion de jeunes hockeyeurs tourangeaux très talentueux. « C'est Patrick Sawyerr qui m'a fait aimer le hockey, qui m'a lancé » avoue encore aujourd'hui Yvon Bourgault. Car, à peine arrivé, Patrick Sawyerr prend les commandes de l'entraînement, communiquant enthousiasme, expérience et rigueur, qui allaient forger l'ascension de l'ASG Tours. En 1973-1974, l'ASGT fait sa première apparition en championnat de France de Nationale C (vice-champion de la Ligue de Paris derrière les Français Volants) et l'apprentissage aux côtés de l'entraîneur-joueur Patrick Sawyerr se fait au pas de charge, Sawyerr lui-même — passé attaquant — finissant meilleur compteur de la Ligue avec 76 points. L'ASGT remporte son premier trophée en battant Croix-Lille (Nationale B) en finale de la Coupe de France. Tours est champion de France de Nationale C en 1974-1975, toujours avec Patrick Sawyerr comme entraîneur-joueur et meilleur compteur (40 points).
La saison 1975-1976 repart sur les chapeaux de roue et de l'ambition à revendre. Patrick Sawyerr est toujours aux commandes sur la glace et en dehors, avec l'emblématique international Jean-Claude Sozzi dans les buts. Resté attaquant, il est une nouvelle fois meilleur compteur et Tours remporte la saison régulière de Nationale B. Néanmoins, la marche est trop haute pour les jeunes tourangeaux qui s'inclineront en barrages d'accession devant Briançon, Lyon et les Français Volants. Le titre n'a plus qu'un goût amer, la porte de l'élite venant de se refermer. La déception est rude. Ce n'est que partie remise. Toujours avec Sawyerr entraîneur-joueur et Sandillon capitaine, Tours repart de l'avant en 1976-1977, comptant Jean Lussier, l'ancien centre des Vics de Granby, comme atout maître. Le québécois est le catalyseur du jeu tourangeau et le meilleur compteur de l'équipe devant Patrick Sawyerr. Lorsqu'en dernier match de barrage, Lyon (Nationale A) est battu 9-0 à Orléans par l'ASGT, le 27 mars 1977, c'est une explosion de joie : le club du président Pasquier, composé de jeunes joueurs tourangeaux et d'un entraîneur hors pair, vient de gagner son billet pour le plus haut niveau du hockey français. La défaite en finale de coupe de France, trois semaines plus tard face à Villard, est ainsi plus facile à accepter.
Passé le triomphe, Patrick Sawyerr laisse le poste d'entraîneur à Michel Lussier, venu rejoindre son frère cadet en Europe. Dans sa trentième année, Patrick Sawyerr veut redevenir uniquement joueur et pourra se concentrer à 100 % sur son propre jeu. Pour la première saison en Nationale A de l'histoire du club (1977-1978), le robuste Sozzi est toujours là en compagnie de Jean Lussier, et les jeunes tourangeaux Charly Thillien, Alain Blanchet, Jean-Yves Decock, Philippe Quinsac, Philippe Decock, Christophe Pasquier, Gilles de Saint-Germain et Yvon Bourgault vont connaître le baptême du feu en compagnie des ex-Poitevins Jean-Paul Sandillon, Daniel Richard, et Patrick Sawyerr. En recrutant Pascal Del Monaco (Grenoble) et Guy Galiay (Briançon), l'ASG Tours annonce la couleur et s'attend déjà à voir surgir les « crosses hautes » des clubs alpins. Fort de ses mille abonnés, le club espère figurer dans les trois premiers. Malgré des débuts légèrement difficiles en raison d'un manque de cohésion, l'objectif est atteint et Tours finit troisième pour sa première saison parmi l'élite. Le centre Guy Galiay est le meilleur compteur tourangeau, mais l'ailier droit Patrick Sawyerr n'est pas loin derrière.
Arriver à la finale de la coupe de France, le 29 avril 1978. Ce dixième match dans le mois pour Tous, conséquence d'un calendrier chargé par le parcours en coupe, est l'occasion d'une apothéose dans une épreuve qui lui a toujours réussi — mais sans Jean Lussier, suspendu — alors que les Nordistes de Croix-Lille rêvent de revanche. Lors du deuxième tiers-temps, Tours accélère progressivement, emmené par Guy Galiay, mais aussi par un Patrick Sawyerr précis et rapide, marquant le but du 3-0 sur assistance de Christophe Pasquier. Sawyerr semble cependant payer ses efforts en dernière période où il est moins en jambes. Menant 3-0, les Tourangeaux se reposent sur leurs lauriers et le jeune gardien Thillien encaisse soudain trois buts en quatre minutes. Le match est complètement relancé. Lors des prolongations, Tours s'impose finalement 6-4, Patrick Sawyerr marquant le dernier but de la victoire assisté de Pasquier et Del Monaco.

### Champion de France 1980
En 1978-1979, Tours est clairement devenu l'un des outsiders de la Nationale A et le poste d'entraîneur-joueur revient à Patrick Sawyerr, Michel Lussier voulant à son tour retrouver la glace. Le club a recruté le québécois Michel Bolduc à la place de Jean Lussier, lourdement sanctionné par le CNHG et qui part en Suisse, suivi de son frère Michel (qui reviendra ensuite rapidement). Mais Bolduc n'a pas le niveau et est remplacé avant le début du championnat par l'américain Joe Fidler, qui débarque des Mariners de San Diego. De plus, huit joueurs sont peu disponibles, effectuant leur service militaire obligatoire. Inconstant, pourtant doté d'une des meilleures attaques du championnat, Tours finit seulement cinquième de la saison régulière, à huit points du leader Chamonix. On croit Tours en déclin. La poule finale verra sa défense se révéler et son attaque de feu multiplier buts et exploits avec un Patrick Sawyerr en figure de proue. Le titre se joue à la dernière journée sur le derby Chamonix vs Saint-Gervais. À 3-3 à quelques minutes de la fin de la partie, un match nul offrirait le titre à Tours. Mais Philippe Rey marque à une minute quarante de la fin et Chamonix est champion. Tours échoue à deux points de Chamonix avec une différence de buts largement supérieure. La saison régulière lui aura coûté le titre.
À l'orée de la saison 1979-1980, Patrick Sawyerr rend à nouveau son tablier d'entraîneur. La direction technique est proposée par Albert Pasquier à Adolf Šprincl, 55 ans, professeur de sports issu de la minorité allemande de Tchéquie et surtout entraîneur au grand club tchèque du HC Dukla Jihlava, puis de Grenoble. Les jeunes tourangeaux sont mûrs à point pour la conquête du titre, c'est tout du moins ce qui est attendu d'eux. Joe Fidler, conservé, formera un tandem explosif avec le franco-québécois André Peloffy (arrivé de Springfield, aux Etats-Unis). Guy Galiay et Patrick Sawyerr sont toujours d'attaque. Le jeune français Jean Stinco arrive lui aussi du Québec, de Lasalle, et fera lui aussi parler la poudre immédiatement. Le grand espoir Franck Fazilleau quitte Viry pour solidifier la défense tourangelle, et Frédéric Malletroit débarque des Français Volants pour former avec Patrick Partouche et Charly Thillien un trio d'enfer dans les buts. L'attaque tourangelle est composé des centres et avants Blanchet, Bonnarme, Pasquier, Bourgault, Fidler, Galiay, Peloffy, de Saint-Germain, Stinco et Sawyerr : une équipe d'élite pour une patinoire de Tours ultra-moderne et une superbe glace. La poudre dans la patinoire, le feu sur la glace.
Les Tourangeaux sont mis dans le bain du championnat dès la première journée du 6 octobre 1979. À Gap, l'accueil est des plus singuliers : dans sa patinoire ouverte, sous la neige et un vent puissant, par -3°, le public alpin hue les joueurs tourangeaux et les bombarde d'une pluie de pièces pendant l'échauffement. Certains joueurs tourangeaux, non sans humour, se mettent alors à ramasser ces pièces ! Leur "crime" ? Être payé comme des professionnels. André Peloffy - qui débute en Europe et connait les "chaudes" ambiances d'Amérique du Nord - est prêt pour le défi. Celui qui est annoncé comme la grosse vedette de la Nationale A marque son premier but au bout de quinze secondes, sur la première attaque tourangelle. Score final : 4-4 sur la glace du champion '78. L'ASGT fait course en tête et ne connait la défaite qu'au soir de la neuvième journée à Megève, la fin de la poule aller. Chamonix, le champion en titre, tombe deux fois face aux "Mammouths", qui prennent leur revanche devant Gap sur la glace tourangelle. Tours achève la saison régulière en tête, corrigeant Megève 16-4. Chamonix est parvenu à rester à quatre points des tourangeaux, mais toute la Nationale A sent la puissance de feu des Peloffy, Fidler, Galiay, Stinco, Sawyerr et consors, sans limite après 139 buts inscrits - et une différence de +51 - soit une moyenne de plus de sept buts par match.
Résultats aidant, l'amalgame est complet avant Noël et l'ambiance est bonne, même si les disparités salariales provoquent des tiraillements dans le vestiaire, et même si Adolf Šprincl, l'entraîneur, subit les "pitreries" de certains de ses joueurs. Mais il ne s'agit pas que d'un aimable conflit de générations : les compteurs vedettes André Peloffy et Joe Fidler sont en désaccord avec le système de jeu que leur entraîneur continue de vouloir mettre en place, ce qui cause même une grosse discorde entre ce dernier et Fidler. Alors que l'équipe vient d'encaisser une lourde défaite, 6-2 à Saint-Gervais, lors de la 14e journée de la saison régulière, le groupe de joueurs se réunit et décide de prendre les rênes du jeu à leur entraîneur, en adaptant l'équipe, ce qui passe par un changement de la composition des lignes de joueurs. André Peloffy et Pascal Del Monaco prennent officieusement la direction d'une équipe qui ne perdra plus une seule partie de la saison. Šprincl, plus ou moins mis sur la touche, subira les événements et se contentera alors de suivre l'équipe.
Après cette défaite à Saint-Gervais, Tours survole la poule finale, l'écrase de son talent et de son efficacité lors de dix matches qui entreront dans la légende. Les points de la première phase sont conservés, mais ne comptent que pour la moitié de ceux obtenus en phase finale (quatre points pour une victoire et deux pour un match nul). L'ASG Tours est sacrée championne de France de nationale A avec seize points d'avance sur Chamonix, 103 buts inscrits (soit 10,3 par match), une différence de buts de +54 (contre +5 à Chamonix). Le mammouth a tout écrasé sur son passage. À égalité au classement des compteurs avec 66 points, le québécois de Chamonix Luc Tardif devance d'un fil le franco-québécois André Peloffy (44+22 contre 42+24), devant le franco-québécois de Caen Marc Audisio (36+19) - futur tourangeau - et l'américain de Tours Joe Fidler (27+28), tous les deux aussi ex-aequo avec 55 points. Bien que peu utilisé par l'entraîneur Šprincl, Patrick Sawyerr, à 32 ans, touche enfin son Graal, celui pour lequel il avait entraîné et guidé toute une génération depuis un jour de février 1973, celui pour lequel son propre talent et son travail l'avait préparé.

### Pilier de tout un club
Pourtant, sans concession, Patrick Sawyerr tire son propre bilan : "Tours a été la première ville de plaine à commencer à faire parler d’elle. Mais ce n’est pas la saison qui m’a laissé le meilleur souvenir. L’état d’esprit était un peu particulier : nous étions aux confins du professionnalisme". Champion de France et qualifiée pour la Coupe d'Europe, l'ASG Tours n'en cherche donc pas moins une solution pour professionnaliser son management. En clair : un instructeur qui reprenne l'équipe en main. Tours n’est pas insensible au bagage et au statut d’entraîneur professionnel du québécois Richard Jamieson, bientôt 34 ans, soit vingt de moins qu'Adolf Šprincl. À peine arrivé, Jamieson est informé du départ de André Peloffy pour Villach en Autriche, puisque l’ASG Tours n’a pas accepté ses nouvelles prétentions salariales. Le départ de Peloffy annoncé, le staff ne sait plus vraiment s'il doit garder comme sa seule licence étrangère autorisée Joe Fidler. Jamieson tranche : Fidler doit partir et il active alors ses réseaux pour trouver une solution. Il songe à Paulin Bordeleau, qui a joué en LNH avec les Canucks de Vancouver. Bordeleau, d’abord réticent - le hockey français est à l'époque amateur - se laisse convaincre par Richard Jamieson et signe avec l’ASG Tours un "mirobolant contrat" de 40 000 dollars canadiens après impôt pour la saison (10 513 043 dollars canadiens ou 79 000 euros constants en 2011). De plus, le club lui fournit un logement et une automobile. L'expérience s'achète et à prix fort. À Tours, le président Pasquier dépense, avec l'appui de "Mammouth", une petite fortune pour offrir une équipe championne.

### Mort
Patrick Sawyerr meurt à Saint-Pierre-des-Corps le 18 juillet 2025 à l'âge de 77 ans,.

## Trophées

### Joueur
- 1975 : Champion de France de Nationale C
- 1975 : Vainqueur de la Coupe de France
- 1976 : Champion de France de Nationale B
- 1977 : Champion de France de Nationale B
- 1978 : Vainqueur de la Coupe de France
- 1980 : Champion de France de Nationale A

### Entraîneur
- 1975 : Champion de France de Nationale C
- 1975 : Vainqueur de la Coupe de France
- 1976 : Champion de France de Nationale B
- 1977 : Champion de France de Nationale B
- 1997 : Vainqueur de la Coupe du Luxembourg - division B

## Parcours

### Joueur
- 1962-1971 : US Métro Paris (D1 - Elite)
- 1971-1972 : OHC Paris-Viry (Elite)
- 1972-janvier 1973 : CG Poitiers (D1 - Elite)
- Février 1973-1986 : ASG Tours (D2 - D1 - Elite)
- 1987-1988 : Nantes HC (D2)
- 1990-1991 : Nantes HC (D2)

### Entraîneur
- 1973-1977 : ASG Tours (D3 - D2 - D1 - Elite)
- 1978-1979 : ASG Tours (D3 - D2 - D1 - Elite)
- 1982-1985 : ASG Tours (D3 - D2 - D1 - Elite)
- 1986-1991 : Nantes HC (D2)
- 1991-1992 : Valence HG (D2)
- 1992-2004 : Charleville-Mézières SG (D3)